# La Calera (Chile)
La Calera – miasto w Chile leżące w regionie Valparaíso (tzw. region V). W roku 2007 na powierzchni 40,6 km² mieszkało 50 644 ludzi (w roku 2002 było 49 502 ludzi).
Miasto znajduje się w odległości 66 km od stolicy regionu Valparaíso i 118 km od stolicy państwa Santiago.